# محل دفن زباله کراسنی بور

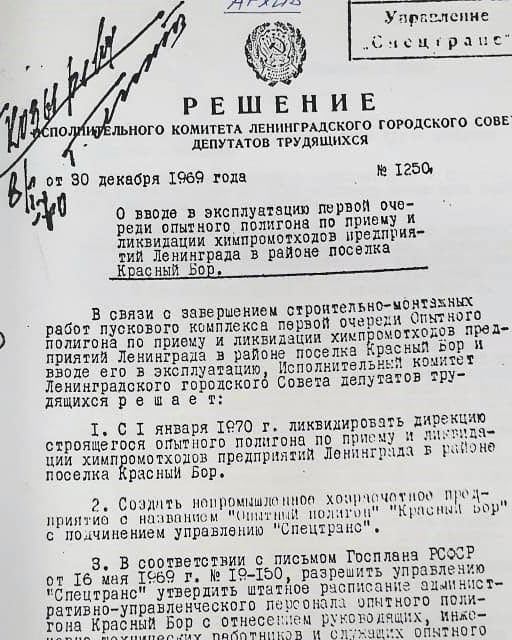
تصمیم کمیته اجرایی شورای نمایندگان مردم شهر لنینگراد در مورد ایجاد «محل دفن زباله آزمایشی (زباله‌های شیمیایی) کراسنی بور» با تابعیت از اسپتسترانس، ۱۹۶۹

محل دفن زباله کراسنی بور، محل دفن زباله‌های خطرناک در کراسنی بور، ناحیه توسننسکی، استان لنینگراد، روسیه است. این مکان گاهی به دلیل دو میلیون تن زباله شیمیایی انباشته شده در آنجا، «چرنوبیل شیمیایی» نامیده می‌شود.

## سایت
محل دفن زباله کراسنی بور در حدود ۳۰ واقع شده است کیلومتری جنوب شرقی سن پترزبورگ. این مکان که ۷۳ هکتار (۱۸۰ جریب فرنگی) مساحت دارد، در سال ۱۹۷۰ مورد استفاده قرار گرفت.
دو میلیون تن زباله در کراسنی بور در استخرهایی ذخیره می‌شوند که بسیاری از آنها بدون پوشش هستند. این منطقه با سیم خاردار احاطه شده است، اما در خارج از حصار، کانالی وجود دارد که آب باران و زباله در آن جمع می‌شود. با باران و آب حاصل از ذوب یخ، سموم از استخرهای بدون پوشش به این کانال سرازیر می‌شوند.
این مرکز رسماً تحت نظارت سنت پترزبورگ است.
در کنار محل دفن زباله، دو رودخانه وجود دارد، رودخانه ایزورا و رودخانه توسنا که به رودخانه نوا می‌ریزند.

## نگرانی‌های زیست‌محیطی
در سال ۲۰۱۸، این محل توسط الکساندر بگلوف، نماینده ریاست جمهوری روسیه در ناحیه فدرال شمال غربی، به عنوان یک «بمب زیست‌محیطی خطرناک» توصیف شد. کمیسیون حفاظت از محیط زیست دریایی بالتیک (هلکام) آن را منطقه‌ای به ویژه آلوده نامیده است که تهدیدی جدی برای دریای بالتیک خواهد بود. اگر آب از حوضچه‌های کراسنی بور خارج شود یا اگر سدها بشکنند، زباله‌های خطرناک به خلیج فنلاند خواهند رفت. در اوایل مارس ۲۰۱۶، چنین سدی شکست، اما نشتی آن شناسایی و به سرعت مسدود شد.
ماشین‌آلات این تأسیسات قدیمی و ناکارآمد است و به گفته کولیاکوف، رئیس سابق تأسیسات، فقط زمانی کار می‌کند که دما زیر صفر درجه نباشد. علاوه بر این، مشکلاتی به این دلیل ایجاد می‌شود که زباله‌ها بدون هیچ گونه جداسازی مواد زائد به داخل استخرها ریخته می‌شوند.
در بهار ۲۰۱۶، هلسینگین سانومات گزارش داد که محل دفن زباله کراسنی بور در وضعیت بحرانی قرار دارد، زیرا استخرهای حاوی زباله‌های صنعتی تقریباً پر شده‌اند. این وضعیت برای شهر سن پترزبورگ نیز خطرناک است، زیرا آب مورد نیاز خود را از رودخانه نوا، پایین‌تر از محلی که رودخانه ایزورا به آن می‌ریزد، تأمین می‌کند.
در مارس ۲۰۱۶، شرکت هلسینگین سانومات نمونه‌هایی از آب نزدیک محل دفن زباله برداشت. مواد زیر در گودالی نزدیک آن پیدا شد: ترکیبات پلی‌کلر بی‌فنیل، کادمیوم، فلزات سنگین، سیانید، آرسنیک، و همچنین آفت‌کش اچ سی اچ، نشانه‌هایی از حلال‌ها و آفت‌کش‌هایی مانند علف‌کش ام‌سی‌پی‌ای. همچنین ادعا شده است که محل دفن زباله حاوی زباله‌های رادیواکتیو است. مقامات سن پترزبورگ ادعا می‌کنند که همه اینها دروغ و بی‌اساس است.
یاکو مانیو، رئیس بخش زباله‌های مضر مؤسسه محیط زیست فنلاند، می‌گوید که پیدا شدن مواد خطرناک در خارج از محل دفن زباله، نشانه‌ای از نشتی است.
مشکلات محل دفن زباله توسط ویکتور کولیاکوف، مدیر سابق، که پنج ماه پس از افشاگری‌ها برکنار شد، منتشر شد. پس از این، شهر سن پترزبورگ تهدید کرده است که او را به دلیل «انتشار اطلاعات بی‌اساس» تحت پیگرد قانونی قرار خواهد داد.
دفتر دادستانی روسیه در سال ۲۰۱۶ عملکرد این محل دفن زباله را بررسی کرده است. سلف کولیاکوف مظنون به تجاوز از اختیارات خود است. در ارتباط با محل دفن زباله، پرونده‌هایی نیز در مورد سرقت از بودجه شهر سن پترزبورگ در حال بررسی است.
در سال ۲۰۱۵، شهر سنت پترزبورگ می‌خواست یک زباله‌سوز بسازد که قرار بود توسط یک شرکت زیرمجموعه روسی شرکت مشاوره و مهندسی فنلاندی پویری طراحی شود. با این حال، ساکنان و سیاستمداران استان لنینگراد با ایده سوزاندن زباله در آنجا مخالف بودند و این طرح به جایی نرسید. این شهر هیچ برنامه جایگزینی برای نحوه پردازش زباله ندارد.